# Hebron
Hebron (arabul: الخليل, átírva el-Khalīl; héberül: חֶבְרוֹן, átírva Ḥevron) Ciszjordánia legnagyobb városa, Jeruzsálemtől kb. 30 km-re délre, 930 méter átlagos tszf. magasságban. 
Lakossága több mint 200 ezer fő.
Jellegzetes arab város, amely Ciszjordánia déli részének kereskedelmi központja.
A zsidó vallás második legszentebb városa (Jeruzsálem után). Itt találhatók a bibliai pátriárkák sírjai. Az iszlám vallásúaknak is szent város, akik Ábrahámot szintén az ősatyjukként tisztelik.
Mózes első könyve, 13.fejezetének 18. versében olvashatunk először Hebron városáról: "Elébb mozdítá azért sátorát Ábrám, és elméne, és lakozék Mamré tölgyesében, mely Hebronban van, és oltárt építe ott az Úrnak." Továbbá a 23. fejezet, 2. versében olvashatunk Hebron városáról: „Meghalt Sára Kirjat Árbában, vagyis Hebronban”. A Kirjat Árbá magyar jelentése „a négyek városa”. Ez az elnevezés onnan ered, hogy a város négy negyedre oszlik.

## Története

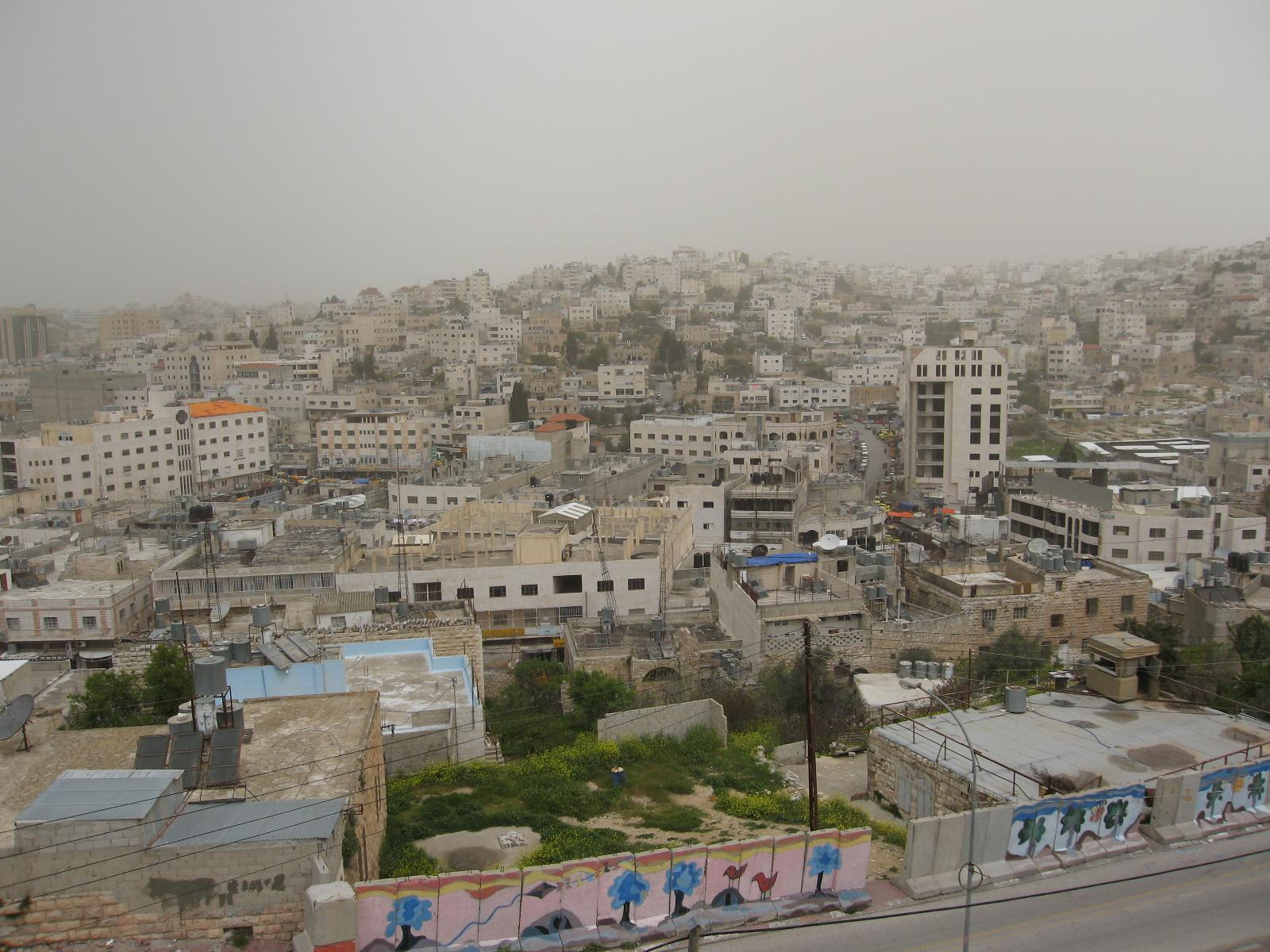
Hebron

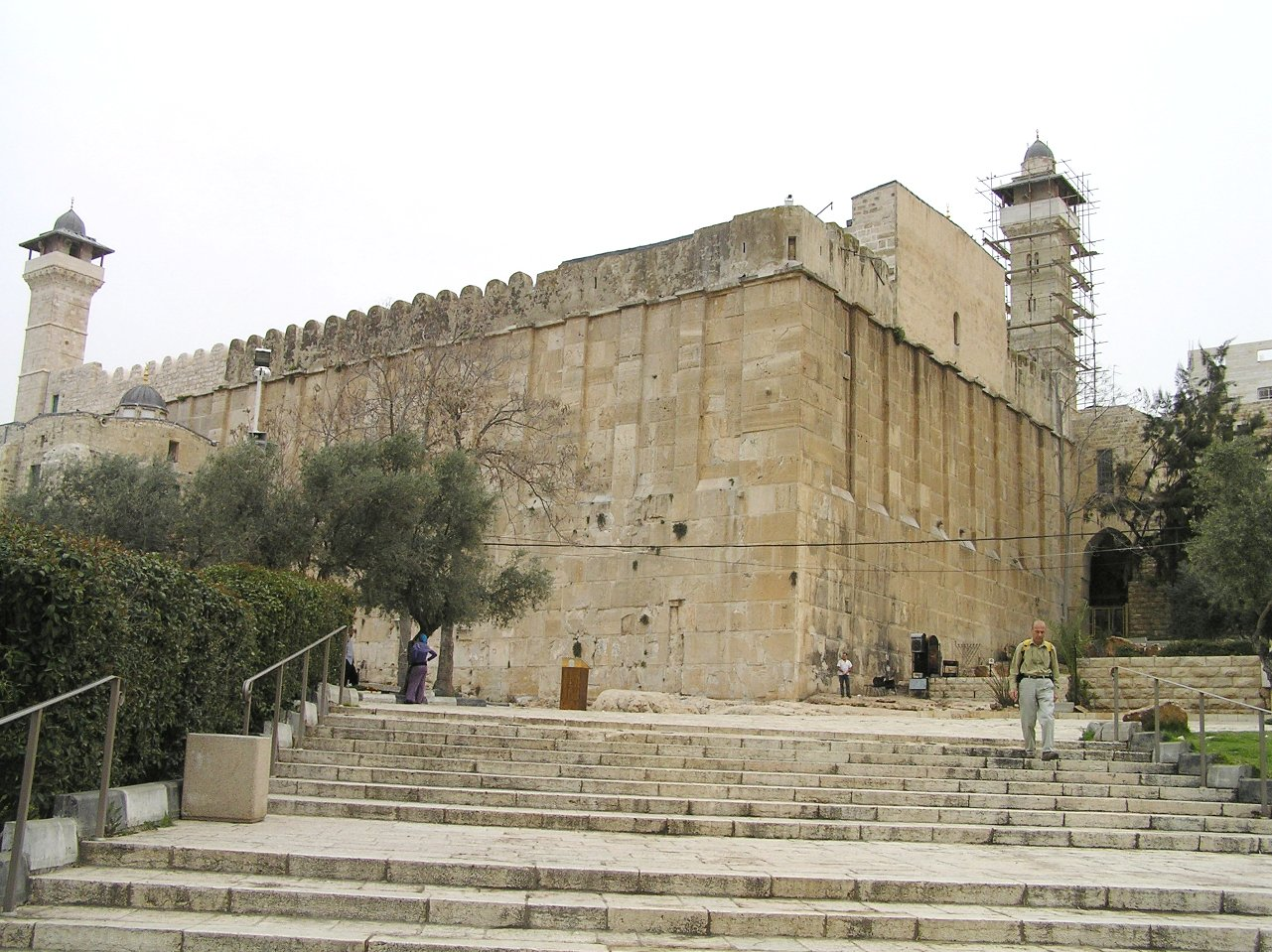
A pátriárkák sírja

A helység több mint ötezer éves. Az ősi Hebron a mai településtől nyugatra feküdt. Ásatások 1964 óta folynak a területen.
A Biblia alapján Ábrahám élt e területen is, amelyet akkor Kirját Árbának neveztek. A települést a kánaániták valószínűleg egy Arba nevű istenségről nevezték el.
A feleségével Sárával együtt itt van eltemetve. Utódaik, Izsák és Jákob is itt nyugszik.
A Kr. e. 12-11. században a kálebita törzsek laktak itt, akik szövetségre léptek a honfoglaló izraelitákkal.
A későbbiekben Dávid királyságának fővárosa volt hét éven keresztül. Absolon innen szervezte meg a lázadást atyja ellen, és innen indult Jeruzsálembe.
A babiloni fogság alatt az edomiták kezébe került és csak Makkabeus Júdás hódította vissza.
A Kr. u. 4. században  már csak egy nagy falu.
A bizánci korban a városnak az a tisztelet adott bizonyos jelentőséget, amellyel a keresztények Ábrahám emlékének adóztak.
Az iszlám hódításkor Hebron azok egyik szent városa lett.
A keresztesek idején püspöki székhely és Szent Ábrahám vára néven szerepel az emlékekben.
A későbbi századokban szerepe nem jelentős.

## Zsidó telepesek
Hebron központjában mintegy 600 zsidó telepes él egy enklávéban a judaizmus és az iszlám által szent helynek tekintett pátriárkák sírja közelében, az izraeli hadsereg védelme alatt.

## Látnivalók
- Haram el Khalil muzulmán mecset

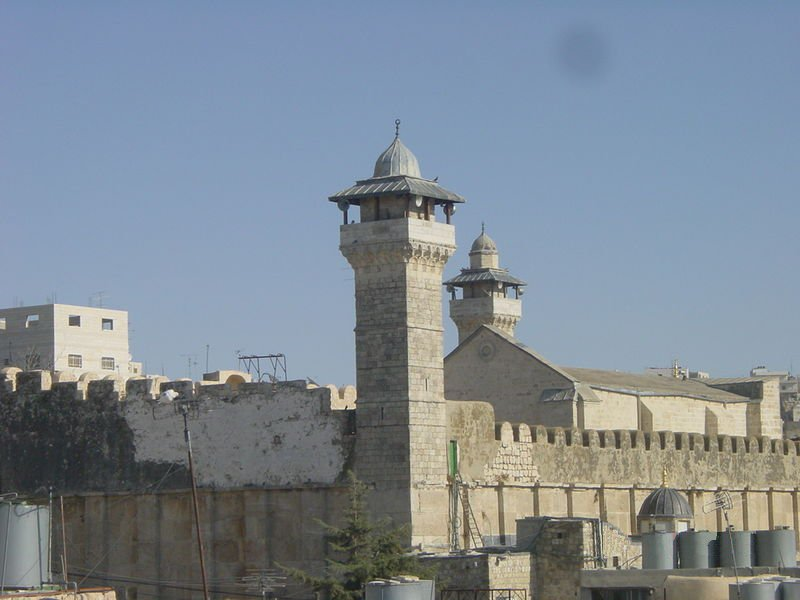
Haram el Khalil

Hebron központjában található. A három monoteista vallás zarándokai látogatják. 
Itt találhatók a pátriárkák és feleségeik sírjai (Ábrahám és felesége Sára, Izsák és Rebeka, Jákob és Lea).
A Makpela-barlangot körülvevő falak Nagy Heródes korából valók. Valószínű, hogy Heródes nagy síremléket építtetett a falakon belül. Ebből csak a mai mecset alapjai maradtak meg és a barlang, amely a pátriárkák temetkezési helye.
A heródesi építményt bizánci szentély váltotta fel, majd a 8. században a mecset. A keresztesek a mecsetet Szent Ábrahám templomává alakították át, majd ennek a templomnak a belsejét a 14. században rendezték át végleg mecsetté.
1967 óta a Haram egy részében izraelita istentiszteletet tartanak. Előtte azonban tilos volt nem-mohamedánoknak a mecsetbe lépni.

## Külső hivatkozások
- Az Erec újság cikke Hebronról